# Sandra Mattie
Sandra Willemijn Mattie (Amsterdam, 4 december 1970) is een Nederlands actrice. Ze speelde in onder meer Trauma 24/7, Bon bini beach en Goede tijden, slechte tijden.

## Levensloop
Na haar vwo-opleiding studeerde Mattie theaterwetenschappen aan de Universiteit van Amsterdam. Vervolgens ging ze naar de Amsterdamse Hogeschool voor de Kunsten, waar ze in 1998 aan de Toneelschool afstudeerde. Vanaf dat moment stond Mattie in verschillende toneelproducties. Ze speelde in onder meer Hedda Hedda, Midzomernachtsdroom (RO Theater) en Vissekind. Bij Toneelgroep Amsterdam werkte Mattie mee aan Bakchanten onder regie van Jürgen Gosch en aan Dark Lady van Gerardjan Rijnders.
Haar televisiecarrière begon met gastrollen in onder meer Spangen en TV7 (VPRO).
Vanaf 2002 speelde Mattie de rol van Jasmijn Rood, coassistent, in de ziekenhuisserie Trauma 24/7 bij Net5. Vlak daarna vertolkte zij de rol van Tessa van Rhee in de serie Bon bini beach. In 2003-2004 speelde ze Anouk de Ruijter in Goede tijden, slechte tijden. Ook in De Afdeling vervulde zij een vaste rol. Verder had ze gastrollen in onder meer Lotte, Van Speijk en Grijpstra en de Gier.
Mattie vervulde een vaste rol in de jeugdserie Spetter en het Romanov Raadsel. Op 30 oktober 2009 was ze te zien als Alida Geesink in de aflevering Eeuwige trouw van Flikken Maastricht. Vanaf 3 oktober 2011 is ze soms te zien als Marga Roozen, de moeder van Maya, in SpangaS. In 2012 speelde ze een rol in de film De Verbouwing, als verpleegster. In 2015 speelde ze een hoofdrol in de televisieserie De Fractie als Marise Collee, fractievoorzitter van de VPN. In 2016 was ze te zien als Sally Koopman in de RTL 4-serie Divorce.
In april en mei 2018 was zij de spil achter de schermen in de advocatenserie Zuidas. Als Angelica ('Sjeel') speelt zij het hoofd van het secretariaat van het gerenommeerde advocatenkantoor VDSGM (Van Der Santen Grinten Meijer). In het najaar van 2018 speelt zij in de serie 'Ik weet wie jij bent' (NPO) als Marnie de Heerdt. Van najaar 2019 tot januari 2020 was Mattie wederom te zien in Goede tijden, slechte tijden ditmaal vertolkte ze de rol van Eva Sas. In 2020 was ze te zien als moeder in de EO-serie Oorlog-stories. 
In 2024 sprak Mattie de Nederlandse stem in van Daphne Campbell in de Prime Video televisieserie The Boys.